# Le Givre
Le Givre település Franciaországban, Vendée megyében. Lakosainak száma 484 fő (2022. január 1.). Le Givre Le Bernard, La Jonchère, Moutiers-les-Mauxfaits, Saint-Cyr-en-Talmondais és Saint-Vincent-sur-Graon községekkel határos.

## Népesség
A település népességének változása:
| Lakosok száma | 467  | 485  | 503  | 508  | 499  | 489  | 487  | 483  | 484  |
|               | 2013 | 2015 | 2016 | 2017 | 2018 | 2019 | 2020 | 2021 | 2022 |